# Scopula normalis
Scopula normalis là một loài bướm đêm trong họ Geometridae.